# Krajský přebor – Liberec 1952
Krajský přebor – Liberec 1952 byla jednou z 20 skupin 2. nejvyšší fotbalové soutěže v Československu. V soutěži se utkalo 12 týmů každý s každým dvoukolovým systémem jaro-podzim. 

## Konečná tabulka
| Poř. | Tým                             | Z  | V  | R | P  | VG  | OG  | B  |
| ---- | ------------------------------- | -- | -- | - | -- | --- | --- | -- |
| 1.   | DSO Kolora Liberec              | 22 | 20 | 2 | 0  | 127 | 8   | 42 |
| 2.   | ZSJ Preciosa Jablonec nad Nisou | 22 | 17 | 2 | 3  | 106 | 31  | 38 |
| 3.   | Tatran ČSSZ Liberec             | 22 | 15 | 4 | 3  | 96  | 40  | 34 |
| 4.   | STS Doksy                       | 22 | 12 | 1 | 9  | 71  | 59  | 25 |
| 5.   | Vulkán Hrádek nad Nisou         | 22 | 11 | 0 | 11 | 65  | 67  | 22 |
| 6.   | TJ PBZ Semily                   | 22 | 9  | 0 | 13 | 61  | 63  | 18 |
| 7.   | AZNP Mnichovo Hradiště          | 22 | 7  | 4 | 11 | 56  | 75  | 18 |
| 8.   | Sokol Tatra Česká Lípa          | 22 | 8  | 2 | 12 | 47  | 58  | 18 |
| 9.   | Velveta Varnsdorf               | 22 | 8  | 2 | 12 | 54  | 90  | 18 |
| 10.  | Elite Varnsdorf                 | 22 | 7  | 0 | 15 | 53  | 88  | 14 |
| 11.  | Jablonex Jablonec nad Nisou     | 22 | 6  | 1 | 15 | 46  | 88  | 13 |
| 12.  | Normal Stráž pod Ralskem        | 22 | 3  | 0 | 19 | 26  | 143 | 6  |

Poznámky:
- Z = Odehrané zápasy; V = Vítězství; R = Remízy; P = Prohry; VG = Vstřelené góly; OG = Obdržené góly; B = Body;